# Добкув (Лодзинське воєводство)
Добкув (пол. Dobków) — село в Польщі, у гміні Водзеради Ласького повіту Лодзинського воєводства.
Населення — 120 осіб (2011).
У 1975-1998 роках село належало до Серадзького воєводства.

## Демографія
Демографічна структура станом на 31 березня 2011 року:
|          | Загалом | Допрацездатний вік | Працездатний вік | Постпрацездатний вік |
| -------- | ------- | ------------------ | ---------------- | -------------------- |
| Чоловіки | 63      | 9                  | 49               | 5                    |
| Жінки    | 57      | 11                 | 28               | 18                   |
| Разом    | 120     | 20                 | 77               | 23                   |